# Unna
Unna − miasto powiatowe w Niemczech, w kraju związkowym Nadrenia Północna-Westfalia, w rejencji Arnsberg, siedziba powiatu Unna. W 2014 liczyło 58 724 mieszkańców.

## Historia
Pierwsza wzmianka o miejscowości pochodzi z 6 sierpnia 1032. Po bitwie pod Worringen w 1288 roku Unna otrzymała prawa miejskie. W latach 1469–1518 i od 1540 była członkiem Hanzy. W 1597 miasto straciło połowę mieszkańców z powodu zarazy.

## Gospodarka
W mieście rozwinął się przemysł maszynowy, metalowy oraz chemiczny.

## Polityka

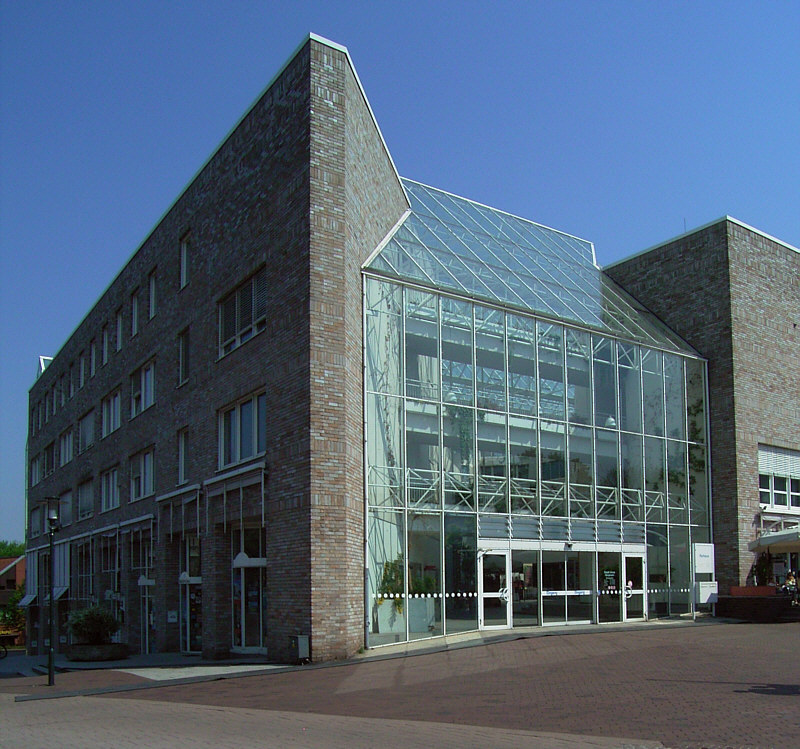
Ratusz Unny

Burmistrzem miasta jest Werner Kolter, który został wybrany na pierwszą kadencję w 2004 roku oraz skutecznie ubiegał się o reelekcję w 2009 i 2015.
W radzie miasta zasiada 52 radnych. Ich podział według przynależności partyjnej prezentuje się następująco (kadencja 2014-2020):
- SPD – 21 osób
- CDU – 15
- Związek 90/Zieloni – 7
- FDP – 2
- Die Linke – 2
- Niemiecka Partia Piratów – 2
- Freie Liste Unna – 2
- bezpartyjni – 1

## Współpraca
Miejscowości partnerskie:
- Ajka, Węgry (od 1990)
- Döbeln, Saksonia (od 1989)
- Enkirch, Nadrenia-Palatynat (od 1969)
- Palaiseau, Francja (od 1969)
- Piza, Włochy (od 1996)
- Waalwijk, Holandia (od 1968)